# 蒋励宣
蒋励宣（？—？），广西全州人，清朝政治人物。举人出身。蒋冕後裔。
佥州乾隆丁酉举人。1789年，接替刘永标任青浦县知县一职，1789年由邓鹏翰接任。嘉慶二年，接替牛兆金，兼攝江蘇宜興縣知縣。著有《巢云楼存诗》传世。官至湖州府知府。